# Wcięcie liniowe w przód
Wcięcie liniowe lub wcięcie długościowe – jedno z podstawowych zagadnień geodezyjnych powszechnie stosowane do zagęszczania osnów poziomych. 
Metoda pozwala wyznaczyć współrzędne pojedynczego szukanego (wcinanego) punktu W. Wcięcie liniowe jest jednoznacznie wyznaczalne, ponieważ liczba obserwacji u jest równa liczbie niewiadomych n, którymi są współrzędne (XW,YW) punktu wcinanego.
W przypadku gdy punkty A i B są punktami osnowy geodezyjnej o znanych współrzędnych geodezyjnych, wówczas wcinany punkt W, po wykonaniu pomiarów i obliczeniu współrzęnych, będzie punktem osnowy niższego rzędu.

## Dane
W celu obliczenia współrzędnych szukanego punktu W, musimy znać współrzędne dwóch innych punktów {\displaystyle A=(X_{A},Y_{A}),\ B=(X_{B},Y_{B})} oraz ich odległości od szukanego punktu, odpowiednio a i b.

## Opis metody 1
Obliczamy odległość |AB| ze wzoru: 
|  |  | {\displaystyle c=\|AB\|={\sqrt {(X_{A}-X_{B})^{2}+(Y_{A}-Y_{B})^{2}}}} |  | (1) |

Obliczamy kąty wewnętrzne {\displaystyle \alpha ,\ \beta \ i\ \gamma } z twierdzenia Carnota (cosinusów):
|  |  | {\displaystyle {\begin{cases}\cos \alpha ={\cfrac {-a^{2}+b^{2}+c^{2}}{2bc}}={\cfrac {C_{a}}{2bc}}\\\cos \beta ={\cfrac {\ \ a^{2}-b^{2}+c^{2}}{2ac}}={\cfrac {C_{b}}{2ac}}\\\cos \gamma ={\cfrac {\ \ a^{2}+b^{2}-c^{2}}{2ab}}={\cfrac {C_{c}}{2ab}}\end{cases}}} |  | (2) |

Wyrażenia Ca, Cb, Cc noszą nazwę karnotianów:
|  |  | {\displaystyle {\begin{cases}C_{a}=-a^{2}+b^{2}+c^{2}\\C_{b}=\ \ a^{2}-b^{2}+c^{2}\\C_{c}=\ \ a^{2}+b^{2}-c^{2}\end{cases}}} |  | (3) |

Suma karnotianów jest równa sumie kwadratów boków trójkąta, co można wykorzystać do kontroli ich obliczenia:
|  |  | {\displaystyle C_{a}+C_{b}+C_{c}=a^{2}+b^{2}+c^{2}\ } |  | (4) |

Kontrolą obliczenia wartości kątów α, β, γ na podstawie twierdzenia cosinusów jest ich suma, która powinna wynosić dokładnie 
180o (200g).
Po wyliczeniu kątów wewnętrznych dalszy ciąg obliczeń prowadzimy jak dla wcięcia kątowego w przód.

## Opis metody 2
Kolejnym sposobem rozwiązania wcięcia liniowego jest obliczenie współrzędnych XW, YW na podstawie wzoru (5) opartego na 
pomocniczych symbolach rachunkowych Hausbrandta:
|  |  | {\displaystyle (X_{W},Y_{W})={\begin{array}{\|cc\|cc\|}X_{A}&Y_{A}&X_{B}&Y_{B}\\-4P&C_{b}&+4P&C_{a}\end{array}}_{\,(1,2)}} |  | (5) |

Po przekształceniu do postaci algebraicznej otrzymujemy dwa równania
|  |  | {\displaystyle {\begin{matrix}X_{W}={\cfrac {+X_{A}\cdot C_{b}+Y_{A}\cdot 4P+X_{B}\cdot C_{a}-Y_{B}\cdot 4P}{C_{a}+C_{b}}}\\Y_{W}={\cfrac {-X_{A}\cdot 4P+Y_{A}\cdot C_{b}+X_{B}\cdot 4P+Y_{B}\cdot C_{a}}{C_{a}+C_{b}}}\end{matrix}}} |  | (6) |

gdzie 4P to poczwórne pole trójkąta ABW wyrażone wzorem:
|  |  | {\displaystyle 4P={\sqrt {C_{a}\cdot C_{b}+C_{a}\cdot C_{c}+C_{b}\cdot C_{c}}}} |  | (7) |